# Тарново (Гродненская область)
 Тарново (бел. Тарнова) — агрогородок в Лидском районе Гродненской области Беларуси. Административный центр Тарновского сельсовета. Население 578 человек (2009).

## География
Агрогородок расположен в 18 км к юго-западу от города Лида. По восточной оконечности села протекает река Дитва. Ближайшая ж/д станция Поречаны на линии Лида — Мосты находится в 2 километрах к югу от села. В 2009 году население Тарнова составляло 578 человек.

## История
В XVII—XIX веках поселение называлось Тарновщизна. Название происходит от фамилии Петра Тарновского, за которого вышла замуж владелица Белогруды Анна Завиша. Брак их был заключен около 1690 года, по-видимому, топоним появился в это же время.
В середине XVIII века Тарновщизну получили Радзивиллы — в результате брака Барбары Завиши с Николаем Фаустином Радзивиллом, мечником литовским и воеводой новогрудским. Следующими владельцами были Станислав Радзивилл (1722—1787) и его сын Николай (1751—1811).
В результате третьего раздела Речи Посполитой (1795) Тарново оказалось в составе Российской империи, где вошло в Лидский уезд. В 1808 году Николай Радзивилл продал Тарново Тадеушу Андрейковичу, однако Андрейковичи владели имением всего полвека; около 1850 года Тарново купил Константин Кашиц, но он был арестован и сослан за участие в восстании 1863 года. В 1866 году Кашиц был вынужден продать имение российскому полковнику  Д. Н. Мавросу.
По завершении Русско-турецкой войны 1877—1878 года Дмитрий Николаевич Маврос подал в отставку со службы в чине генерал-лейтенанта. В 1880—1885 годах на его средства в Тарновщизне были построены: дворец, винокуренный завод, конюшня, ледник, ветряная мельница, дома для прислуги, разбит парк и выкопаны два пруда. Библиотека Д. Н. Мавроса насчитывала около 9 000 томов на русском и иностранных языках, в том числе старинные и редкие издания. Сейчас фонд библиотеки Мавроса находится в РГБ. После смерти Дмитрия Мавроса в 1899 году имение принадлежало его сыну Николаю.
В начале 1880-х в Тарново работали народное училище, винокуренный завод, водяная мельница.
Согласно Рижскому мирному договору (1921) Тарново оказалось в составе межвоенной Польской Республики, где вошло в состав Лидского повета Новогрудского воеводства. Согласно переписи населения 1921 года деревня насчитывала 57 жителей.
В 1939 году Тарново вошло в БССР. Во дворце Мавроса в послевоенные годы располагались: совхозная контора, почтовое отделение, сберегательная касса, узел связи и жилые квартиры. Были пробиты три входа с ведущими к ним лестницами. В 2000-е годы дворец постепенно приходил в запустение. В 2008—2011 годах проведены работы по реконструкции дворца и переоборудованию его под жилой дом.
В 2009 году деревня Тарново преобразована в агрогородок.

## Культура
- Историко-краеведческий музей "Спадчына" ГУО "Тарновская средняя школа"

## Достопримечательности
- Усадьба Мавросов, также усадьба Грабовских (1880—1885 года) —  Историко-культурная ценность Республики Беларусь, шифр 413Г000364.
  - Усадебный дом
  - Ветряная мельница
  - Дома для прислуги
  - Конюшня
  - Ледовня
  - Хозпостройки
  - Парк (фрагменты)

### Памятник, скульптура
- Памятник землякам, погибшим в Великой Отечественной войне.